# René Poulsen
René Holten Poulsen (Nykøbing Falster, 28 de noviembre de 1988) es un deportista danés que compite en piragüismo en la modalidad de aguas tranquilas.
Participó en tres Juegos Olímpicos, entre los años 2008 y 2016, obteniendo una medalla de plata en Pekín 2008 en la prueba de K2 1000 m. En los Juegos Europeos de Bakú 2015 consiguió una medalla de bronce.
Ha ganado 7 medallas en el Campeonato Mundial de Piragüismo entre los años 2013 y 2018, y 20 medallas en el Campeonato Europeo de Piragüismo entre los años 2008 y 2017.

## Palmarés internacional
| Juegos Olímpicos   | Juegos Olímpicos            | Juegos Olímpicos  | Juegos Olímpicos |
| Año                | Lugar                       | Medalla           | Competición      |
| ------------------ | --------------------------- | ----------------- | ---------------- |
| 2008               | Pekín (China)               | Medalla de plata  | K2 1000 m        |
| Campeonato Mundial |                             |                   |                  |
| Año                | Lugar                       | Medalla           | Competición      |
| 2013               | Duisburgo (Alemania)        | Medalla de plata  | K1 500 m         |
| 2014               | Moscú (Rusia)               | Medalla de bronce | K1 1000 m        |
| 2014               | Moscú (Rusia)               | Medalla de oro    | K1 500 m         |
| 2015               | Milán (Italia)              | Medalla de oro    | K1 500 m         |
| 2015               | Milán (Italia)              | Medalla de oro    | K1 1000 m        |
| 2017               | Račice (República Checa)    | Medalla de plata  | K1 500 m         |
| 2018               | Montemor-o-Velho (Portugal) | Medalla de plata  | K1 5000 m        |
| Juegos Europeos    |                             |                   |                  |
| Año                | Lugar                       | Medalla           | Competición      |
| 2015               | Bakú (Azerbaiyán)           | Medalla de bronce | K1 1000 m        |
| Campeonato Europeo |                             |                   |                  |
| Año                | Lugar                       | Medalla           | Competición      |
| 2008               | Milán (Italia)              | Medalla de oro    | K2 1000 m        |
| 2009               | Brandeburgo (Alemania)      | Medalla de bronce | K1 1000 m        |
| 2010               | Corvera (España)            | Medalla de bronce | K1 1000 m        |
| 2011               | Belgrado (Serbia)           | Medalla de bronce | K1 5000 m        |
| 2012               | Zagreb (Croacia)            | Medalla de oro    | K4 1000 m        |
| 2012               | Zagreb (Croacia)            | Medalla de plata  | K1 1000 m        |
| 2013               | Montemor-o-Velho (Portugal) | Medalla de oro    | K1 500 m         |
| 2013               | Montemor-o-Velho (Portugal) | Medalla de oro    | K1 1000 m        |
| 2013               | Montemor-o-Velho (Portugal) | Medalla de bronce | K1 5000 m        |
| 2014               | Brandeburgo (Alemania)      | Medalla de plata  | K1 500 m         |
| 2014               | Brandeburgo (Alemania)      | Medalla de plata  | K1 1000 m        |
| 2014               | Brandeburgo (Alemania)      | Medalla de plata  | K1 5000 m        |
| 2015               | Račice (República Checa)    | Medalla de oro    | K1 500 m         |
| 2015               | Račice (República Checa)    | Medalla de oro    | K1 5000 m        |
| 2015               | Račice (República Checa)    | Medalla de plata  | K1 1000 m        |
| 2016               | Moscú (Rusia)               | Medalla de plata  | K1 500 m         |
| 2016               | Moscú (Rusia)               | Medalla de plata  | K1 1000 m        |
| 2016               | Moscú (Rusia)               | Medalla de plata  | K1 5000 m        |
| 2017               | Plovdiv (Bulgaria)          | Medalla de plata  | K1 1000 m        |
| 2017               | Plovdiv (Bulgaria)          | Medalla de bronce | K1 500 m         |